# Stara Radcea, Narodîci
Stara Radcea (în ucraineană Стара Радча) este un sat în comuna Radcea din raionul Narodîci, regiunea Jîtomîr, Ucraina.

## Demografie
Componența lingvistică a localității Stara Radcea
     Ucraineană (93,75%)
     Rusă (6,25%)
Conform recensământului din 2001, majoritatea populației localității Stara Radcea era vorbitoare de ucraineană (93,75%), existând în minoritate și vorbitori de rusă (6,25%).